# 郭俊忱
郭俊忱（1920年—1993年4月），原名郭俊臣，山东省临淄县（现淄博市临淄区）大杨庄人，中华人民共和国政治人物。

## 生平

### 民国时期
1937年9月，参加石潇江领导的十二中队的筹建起义工作。1938年2月，加入黑铁山抗日武装起义军，任二排四班班长。1938年秋，十二中队奉命编为第三支队八团二营，郭俊臣任四连二排副排长。随后，八团二营奉命调入第四支队，编为四团三营，郭俊忱任排长；后任特务营通讯连副指导员。后去抗大学习。结业后，分配到清河区基干一营，任四连指导员，后任一连指导员，至1941年底。
1945年，任渤海军区特务二团一营教导员。日军投降后，大部日伪军已瓦解。同年底，为肃清临淄境内的土匪，军区命郭俊忱兼任临淄召口警卫区主任。郭俊忱带领特务营，在临淄独立营的配合下，经两个月的武装剿匪和强大的政治攻势，土匪全部瓦解。1946年6月，任新七师三团参谋长，曾先后参加过三次攻克邹平城，全歼国军机械化独立十师两个团，击毙师长李凯荣，以及奇袭齐东县城、击毙国军师长李毅民等。1947年7月，任临(淄)、桓(台)、博(兴)三县剿匪指挥长、临淄独立营营长（赵法友任副营长，王建政任政委）。先后指挥了白兔丘战斗、彩家桥争夺战、立子营战斗、田旺村战斗、奇袭毛托特工队等。临淄独立营荣记集体一等功，郭俊忱立一等功。

### 共和国时期
1948年1月，郭俊忱调回渤海军区，任山东军区第五陆军军医院院长，后又任后勤部第五医院行政院长、第十六陆军医院院长。1951年，奉命参加朝鲜战争，任中国人民志愿军后勤部第五部司令部副参谋长。1953年回国，任福州军区后勤部第五分部司令部参谋长。1955年，被授予三级独立自由勋章和三级解放勋章。1956年，被授予中校军衔。1960年9月，转业到中央卫生部工作。1961年后，历任河南省卫生干部学校校长、河南省精神病医院院长等职。1993年4月，在河南省新乡市病逝。终年73岁。